# Савікоя
Са́вікоя (ест. Savikoja küla) — село в Естонії, у волості Луунья повіту Тартумаа.

## Населення
Чисельність населення на 31 грудня 2011 року становила 51 особу.

## Географія
Через населений пункт проходять автошляхи 44 (Аовере — Луунья) та 22253 (Рииму — Війра).